# Gérard Huet

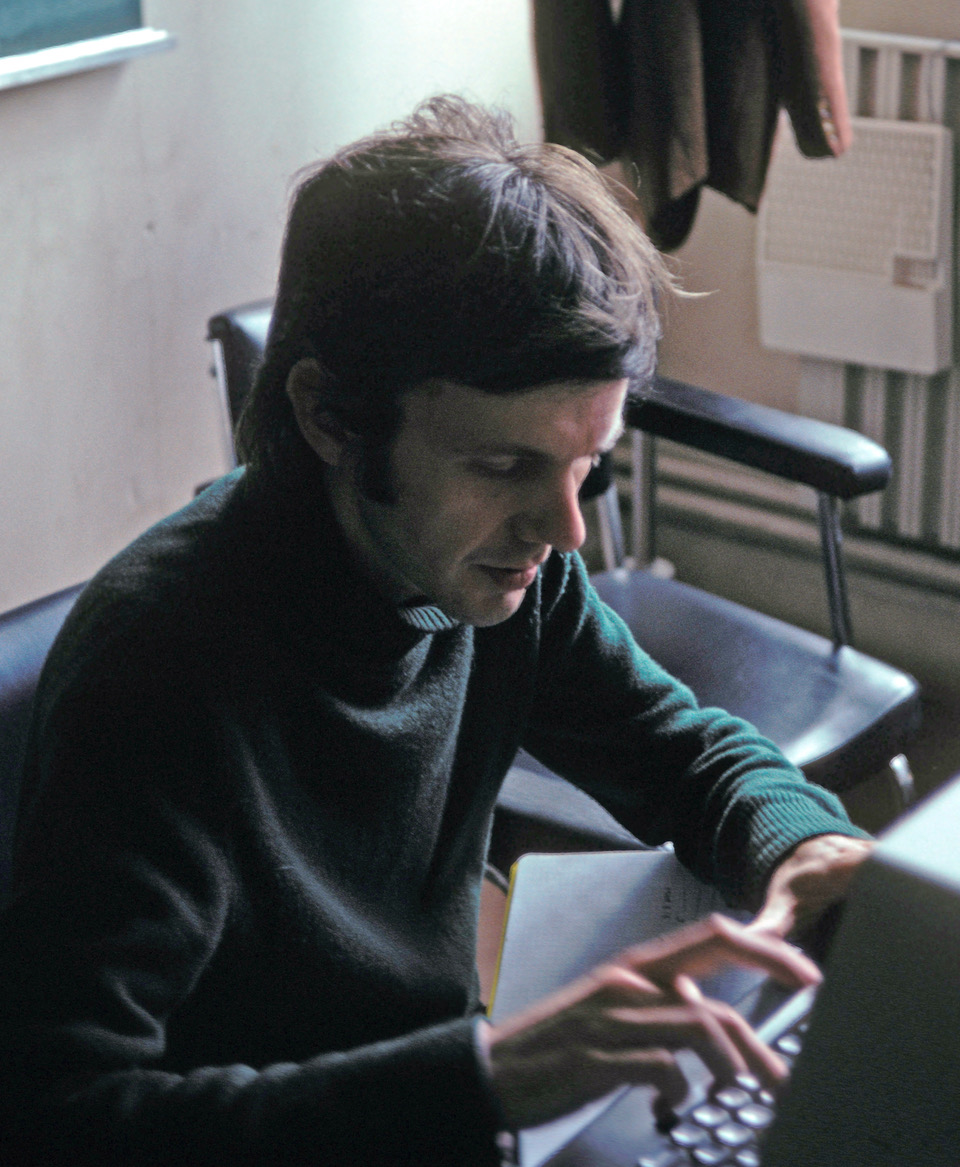
Huet trabajando en INRIA en 1978

Gérard Huet (Bourges, 7 de julio de 1947) es un informático teórico, lingüista y matemático francés, miembro de la Academia de Ciencias de Francia, del Instituto de Francia y de la Academia Europæa,  y director emérito del INRIA. Es conocido por sus contribuciones a la teoría del lenguaje de programación y a la teoría del lenguaje de computación.

## Biografía
Estudió en la École Supérieure d'Électricité, la Universidad de París VII Denis Diderot, la Universidad Case de la Reserva Occidental y la Sorbona.
Fue profesor del Instituto Asiático de Tecnología de Bangkok, de la Universidad Carnegie Mellon e investigador de SRI International. Ha realizado importantes contribuciones a la teoría de la unificación de proceso algorítmico de resolución de ecuaciones entre expresiones simbólicas y al desarrollo de lenguajes de programación funcional, en particular el Categorical Abstract Machine Language (Caml). Es especialista en lingüística computacional en sánscrito.
Entre sus distinciones, destacamos la Legión de Honor y el Premio Herbrand en 1998.